# (930) Вестфалия
930 Вестфа́лия (930 Westphalia) — астероид главного астероидного пояса. Открыт 10 марта 1920 г. немецким астрономом Вальтером Бааде в Гамбургской обсерватории (Бергедорф, Германия). Астероид назван в честь исторической области на северо-западе Германии, родине учёного.
Вестфалия не пересекает орбиту Земли, и делает полный оборот вокруг Солнца за 3,79 Юлианских лет.

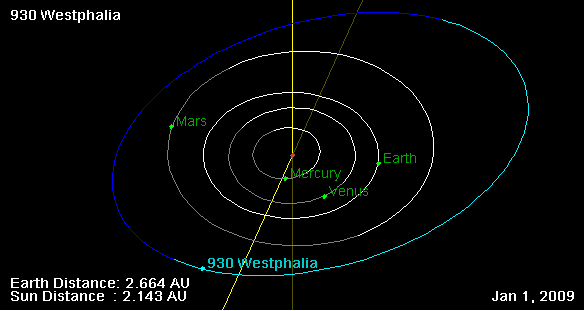
Орбита астероида Вестфалия, и его положение в Солнечной системе на 01.01.2009 г. Рисунок NASA JPL Small Body Orbit Viewer applet